# Tarant (biljni rod)
Tarant (lat. Swertia), biljni rod jednogodišnjeg raslinja i vodenih trajnica iz porodice sirištarki rasprostranjen po velikim dijelovima Euroazije, dijelovima Afrike i zapadu Sjeverne Amerike
Postoji preko 160 vrsta; u Hrvatskoj samo jedna trajni tarant (Swertia perennis)

## Vrste
1. Swertia abyssinica Hochst.
2. Swertia acaulis Harry Sm.
3. Swertia alata (D.Don ex G.Don) Royle ex C.B.Clarke
4. Swertia alba T.N.Ho & S.W.Liu
5. Swertia alpina U.C.Bhattach. & S.Agrawal
6. Swertia alternifolia Royle
7. Swertia angustifolia Buch.-Ham. ex D.Don
8. Swertia arisanensis Hayata
9. Swertia asarifolia Franch.
10. Swertia assamensis Harry Sm.
11. Swertia banzragczii Sanchir
12. Swertia barunensis Chassot
13. Swertia beddomei C.B.Clarke
14. Swertia bifolia Batalin
15. Swertia bimaculata (Siebold & Zucc.) Hook.f. & Thomson ex C.B.Clarke
16. Swertia binchuanensis T.N.Ho & S.W.Liu
17. Swertia brownii J.Shah
18. Swertia burmanica Harry Sm.
19. Swertia calcicola Kerr
20. Swertia calicina Franch.
21. Swertia candelabrum Harry Sm.
22. Swertia changii Sheng Z.Yang, Chien F.Chen & Chih H.Chen
23. Swertia chirayita (Roxb.) H.Karst.
24. Swertia cincta Burkill
25. Swertia coerulescens (Zoll.) Gilg
26. Swertia conaensis T.N.Ho & S.W.Liu
27. Swertia connata Schrenk
28. Swertia cordata (G.Don) Wall. ex C.B.Clarke
29. Swertia corymbosa (Griseb.) Fielding & Gardner
30. Swertia crassiuscula Gilg
31. Swertia crossoloma Harry Sm.
32. Swertia cuneata Wall. ex D.Don
33. Swertia davidii Franch.
34. Swertia decora Franch.
35. Swertia decurrens C.B.Rob.
36. Swertia delavayi Franch.
37. Swertia densifolia (Griseb.) Kashyapa
38. Swertia dichotoma L.
39. Swertia dilatata C.B.Clarke
40. Swertia diluta (Turcz.) Benth. & Hook.f.
41. Swertia divaricata Harry Sm.
42. Swertia drassensis Banoo, Khuroo & A.H.Ganie
43. Swertia elata Harry Sm.
44. Swertia emeiensis Ma
45. Swertia eminii Engl.
46. Swertia endotricha Harry Sm.
47. Swertia engleri Gilg
48. Swertia erosula N.E.Br.
49. Swertia erythrosticta Maxim.
50. Swertia fasciculata T.N.Ho & S.W.Liu
51. Swertia fedtschenkoana Pissjauk.
52. Swertia filicaulis Gilg
53. Swertia forrestii Harry Sm.
54. Swertia franchetiana Harry Sm.
55. Swertia gonczaroviana Pissjauk.
56. Swertia graciliflora Gontsch.
57. Swertia grandiflora Harry Sm.
58. Swertia gyacaensis T.N.Ho & S.W.Liu
59. Swertia handeliana Harry Sm.
60. Swertia hickinii Burkill
61. Swertia hispidicalyx Burkill
62. Swertia hongquanii Jia X.Li
63. Swertia hookeri C.B.Clarke
64. Swertia iberica Fisch. ex C.A.Mey.
65. Swertia intermixta A.Rich.
66. Swertia japonica (Schult.) Makino
67. Swertia javanica Blume
68. Swertia juzepczukii Pissjauk.
69. Swertia kashmirensis B.A.Wani, T.Islam & Khuroo
70. Swertia kilimandscharica Engl.
71. Swertia kingii Hook.f.
72. Swertia kouitchensis Franch.
73. Swertia lactea Bunge
74. Swertia lastii Engl.
75. Swertia lawii (Wight & Arn.) Burkill
76. Swertia leducii Franch.
77. Swertia lihengiana T.N.Ho & S.W.Liu
78. Swertia longifolia Boiss.
79. Swertia lugardae Bullock
80. Swertia luquanensis S.W.Liu ex T.N.Ho
81. Swertia lurida Royle ex D.Don
82. Swertia macrosepala Gilg
83. Swertia macrosperma (C.B.Clarke) C.B.Clarke
84. Swertia mannii Hook.f.
85. Swertia marginata Schrenk
86. Swertia membranifolia Franch.
87. Swertia multicaulis D.Don
88. Swertia mussotii Franch.
89. Swertia nepalensis J.Shah
90. Swertia nervosa (Wall. ex G.Don) C.B.Clarke
91. Swertia noguchiana Hatus.
92. Swertia obtusa Ledeb.
93. Swertia oculata Hemsl.
94. Swertia oxyphylla (Miq.) Boerl.
95. Swertia pahalgamensis T.Islam, Khuroo & Nawchoo
96. Swertia paniculata Wall.
97. Swertia papuana Diels
98. Swertia patens Burkill
99. Swertia patnitopiansis B.Singh
100. Swertia patula Harry Sm.
101. Swertia perennis L.
102. Swertia petiolata Royle ex D.Don
103. Swertia pianmaensis T.N.Ho & S.W.Liu
104. Swertia piloglandulosa R.Geesink
105. Swertia polynectaria Gilg
106. Swertia przewalskii Pissjauk.
107. Swertia pseudochinensis H.Hara
108. Swertia pseudohookeri Harry Sm.
109. Swertia pubescens Franch.
110. Swertia pumila Hochst.
111. Swertia punicea Hemsl.
112. Swertia purpurascens Wall ex C.B.Clarke
113. Swertia quartiniana A.Rich.
114. Swertia racemosa (Griseb.) Wall. ex C.B.Clarke
115. Swertia ramosa W.W.Sm.
116. Swertia raveendrae Shahina & Nampy
117. Swertia richardii Engl.
118. Swertia rosularis T.N.Ho & S.W.Liu
119. Swertia rosulata (Baker) Klack.
120. Swertia rotundiglandula T.N.Ho & S.W.Liu
121. Swertia sarmentosa T.N.Ho & S.W.Liu
122. Swertia scapiformis T.N.Ho & S.W.Liu
123. Swertia schimperi (Hochst.) Griseb.
124. Swertia schliebenii Mildbr.
125. Swertia schugnanica Pissjauk.
126. Swertia scottii J.Shah
127. Swertia shintenensis Hayata
128. Swertia souliei Burkill
129. Swertia speciosa D.Don
130. Swertia splendens Harry Sm.
131. Swertia squamigera Sileshi
132. Swertia staintonii Harry Sm.
133. Swertia steenisii R.Geesink
134. Swertia striata Collett & Hemsl.
135. Swertia subnivalis T.C.E.Fr.
136. Swertia subuniflora B.Hua Chen & Shi L.Chen
137. Swertia swertopsis Makino
138. Swertia tashiroi (Maxim.) Makino
139. Swertia taylorii J.Shah
140. Swertia tenuis T.N.Ho & S.W.Liu
141. Swertia tetragona Edgew.
142. Swertia tetrandra Hochst.
143. Swertia tetrapetala Pall.
144. Swertia tetraptera Maxim.
145. Swertia thomsonii C.B.Clarke
146. Swertia tibetica Batalin
147. Swertia tozanensis Hayata
148. Swertia trichotoma (Wight & Arn.) Wight ex C.B.Clarke
149. Swertia uniflora Mildbr.
150. Swertia usambarensis Engl.
151. Swertia veratroides Maxim. ex Kom.
152. Swertia verticillifolia T.N.Ho & S.W.Liu
153. Swertia virescens Harry Sm.
154. Swertia volkensii Gilg
155. Swertia wardii C.Marquand
156. Swertia wattii C.B.Clarke
157. Swertia welwitschii Engl.
158. Swertia wolfgangiana Grüning
159. Swertia woodii J.Shah
160. Swertia younghusbandii Burkill
161. Swertia yunnanensis Burkill
162. Swertia zayuensis T.N.Ho & S.W.Liu
163. Swertia zeylanica (Griseb.) Walker ex Clarke